# 18556 Battiato
18556 Battiato (1997 CC7) là một tiểu hành tinh vành đai chính được phát hiện ngày 7 tháng 2 năm 1997 bởi P. Sicoli và F. Manca ở Sormano.
Tiểu hành tinh được đặt tên để vinh danh ca-nhạc sĩ người Ý Franco Battiato.